# Луна (тактический ракетный комплекс)

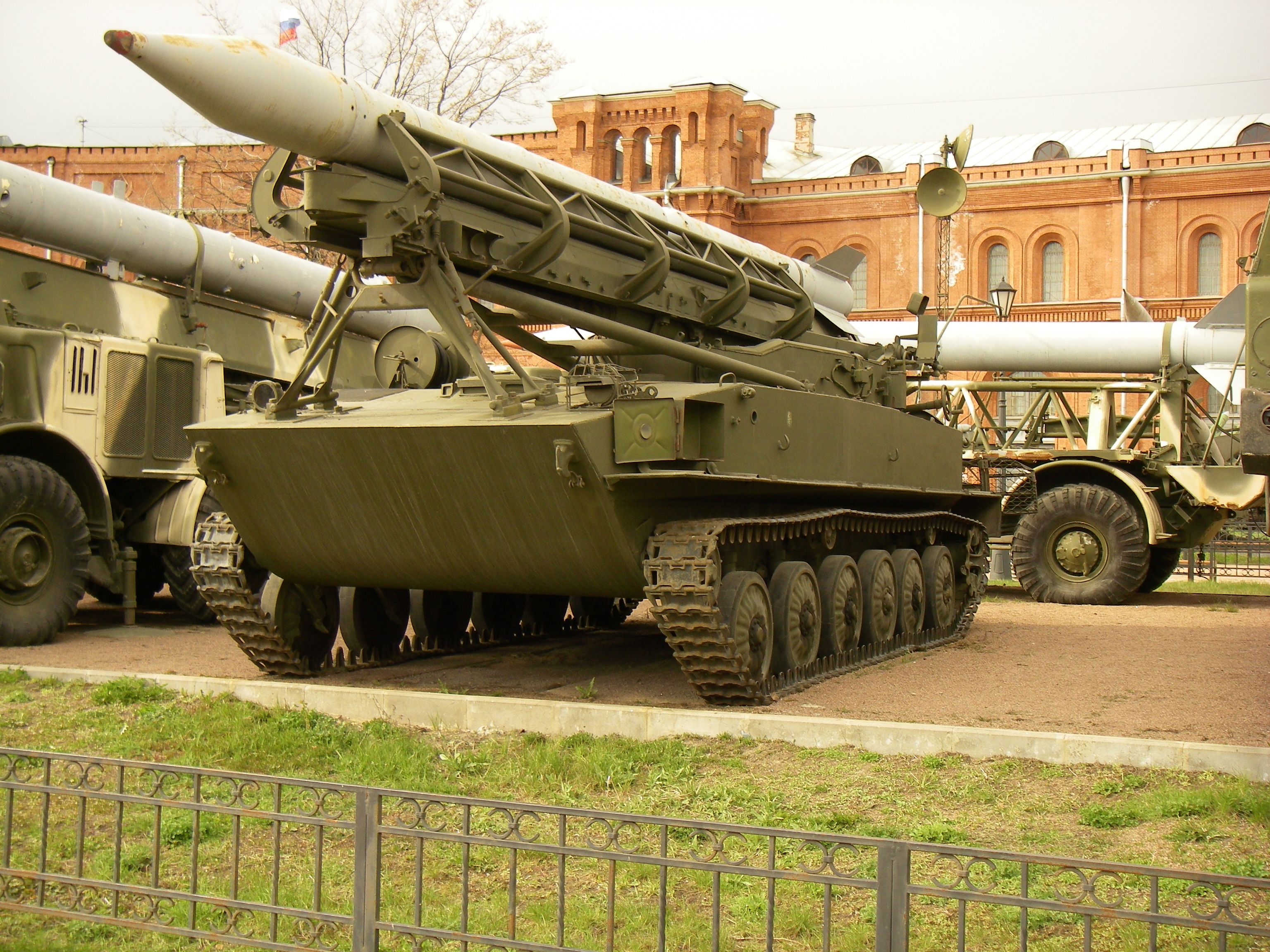
Пусковая установка 2П16 с ракетой 3Р9 ракетного комплекса 2К6 «Луна» в Артиллерийском музее Санкт-Петербурга

«Луна́» (Индекс ГРАУ — 2К6, по классификации НАТО — FROG-3 (с ракетой 3Р9), FROG-5 (с ракетой 3Р10), экспортное название — R-30) — советский тактический ракетный комплекс с твердотопливной неуправляемой ракетой. Принят на вооружение в 1960 году. Главный конструктор — Н. П. Мазуров.

## История
Самоходная пусковая установка (индекс 2П16) для комплекса «Луна» была разработана СКБ-221 и выпускалась заводом «Баррикады» в Волгограде (432 ед. выпущено в 1959—1964 гг.). Ядерные боевые части для ТРК «Луна» производились приборостроительным заводом в Трёхгорном.

## Тактико-технические характеристики
Дальность стрельбы — 45 км (ракетой 3Р9), 32 км (ракетой 3Р10). Ракеты — 3Р10 c ядерной БЧ 3Н14 и 3Р9 с осколочно-фугасной БЧ массой 358 кг 3Н15. Круговое вероятное отклонение — до 1 км. Масса пусковой установки — 15,5 т, ракеты 3Р9 — 2,3 т. Расчёт — 7 человек. Ракета неуправляемая, наведение осуществлялось пусковой установкой. Пусковая установка — на базе танка ПТ-76. Максимальная скорость — 40 км/ч, однако практическая скорость была ограничена 20 км/ч из-за сильного раскачивания установки, которое создавало перегрузки, опасные для ядерной БЧ.
Состав комплекса:
- Самоходная пусковая установка 2П16 с ракетой 3Р9 или 3Р10.
- Машина транспортировки двух запасных ракет
- Самоходный кран для перегрузки ракет

## На вооружении

### Сняты с вооружения
- КНДР — 24 ПУ комплексов 2К6 «Луна» и 9К52 «Луна-М» (без уточнения количества пусковых установок каждого из них), по состоянию на 2010 год[7].
- Куба — Куба получила от СССР комплекс 2К6 «Луна» с ракетой 3Р9 в середине 1960-х годов[8], по состоянию на 1979—1980 гг. количество ПУ комплекса «Луна» оценивалось в 45 единиц[9]. Во время Карибского кризиса 1962 года на Кубе находилось 12 ракетных комплексов «Луна».
- Польша — 21 ПУ комплексов 2К6 «Луна», в 1962—1982 годах[10].